# BDO (azienda)
BDO, acronimo di Binder Dijker Otte, è una rete multinazionale di imprese di servizi professionali, operativa in 164 nazioni, che fornisce servizi di revisione contabile (audit) e consulenza M&A, ESG, legale e fiscale.

## Storia
Il network, fondato nel 1963 come Binder Seidman International Group da aziende provenienti da Canada, Germania, Paesi Bassi, Regno Unito e Stati Uniti, è coordinato da BDO Global Coordination B.V., con sede a Zaventem, in Belgio.
Nel 1973 l'organizzazione adottò il nome BDO, composto dalle iniziali delle tre aziende fondatrici: Binder (Regno Unito), Dijker (Paesi Bassi) e Otte (Germania).
Ciascun membro di BDO è un'entità legale indipendente nel proprio Paese.

## Posizionamento attuale
È il quinto network mondiale nel campo dei servizi professionali  con ricavi complessivi per l'anno conclusosi il 30 settembre 2023 pari a 14 miliardi di dollari, con un incremento del 10,2% rispetto all'esercizio precedente.
L'area geografica più significativa è l'America con il 55% dei ricavi complessivi, mentre Europa ed Asia Pacifico hanno contribuito rispettivamente per il 33% e il 12%.
L'organico globale è aumentato del 3,9%, con oltre 115.600 persone che operano da 1.776 uffici in 166 nazioni.

## In Italia
BDO opera in Italia con 14 uffici nelle principali città italiane con 1.200 dipendenti e 80 partner ed è la quinta società di revisione in Italia con ricavi di 142 milioni di euro nell'esercizio chiuso al 30 giugno 2024
I servizi offerti da BDO in Italia sono relativi a revisione contabile, organizzazione contabile, advisory e compliance normativa; opera anche nel campo della consulenza ed assistenza tributaria e dell'assistenza legale.